# Бланш (телесериал)
«Бланш» (фр. Blanche) — канадский телевизионный сериал, повествующий о дочери Эмили (Марина Орсини) и Овила (Рой Дюпюи), Бланш. События начинаются через десять лет после действия телесериала «Эмили (Дочери Калеба)».

## Сюжет
Овила поселился в лесу, в самостоятельно построенной избушке на севере страны. Эмили растила детей в деревне и все десять лет подсознательно ждала его возвращения. Но от него приходили только деньги и несколько писем детям. Дети вырастают и почти все разъезжаются. Однажды Эмили узнает, что Овила просит у неё развода, чтобы повторно жениться. Она отказывается и начинает его поиски. Приехав на лесную делянку, она видит Овила в обществе женщины с которой он живёт. Она говорит ему, что у него уже есть семья, и она не даст ему развода. Эмили рассказывает, как надеялась, что он раскается и вернется, начав новую жизнь. Овила отвечает, что он очень долго ждал, что она приедет к нему с детьми навсегда. Но Эмили снова сетует на его безалаберность, потому что в лесу детей нечем кормить и негде учиться. Оба они продолжают друг друга любить. Но гордость Эмили стоит между ними стеной… Овила остается в лесу, его жена уезжает, так и не дав ему развода.
Проходит несколько лет. Бланш, окончив курсы медсестер, приезжает в заброшенную деревню заниматься врачебной деятельностью. Там к ней однажды ночью приходит странный посетитель с травмой ноги. Осматривая его, она понимает, что эта травма очень давняя и не может быть причиной его визита. Она понимает, что перед ней — её отец, которого она не видела с 5-летнего возраста. Воспитанная на рассказах и отношении к нему Эмили, она не может решить, как ей себя вести. Разговор откладывается, а утром, пока Бланш спала, он уходит, оставив ей на память сделанную своими руками птичку. Ещё через какое-то время у другой дочери Эмили проходит венчание. И в человеке, ведущем девушку к алтарю, Эмили неожиданно узнает Овила. После свадьбы впервые за много лет они остаются наедине.
Утром Овила предлагает всё начать сначала, говорит, что он изменился, никуда не уезжает из дома и стал более серьёзным. Эмили отвечает, что прошло слишком много времени, и они уже не смогут жить вместе, а если смогут, то все повторится, потому что характеры остаются неизменными. Она берет с него обещание больше никогда не искать с ней встречи. Проходит ещё несколько лет. Похороны Эмили. Когда гроб уже опускают в землю, нам показывают старика в стороне. Это Овила. Он говорит Эмили, что сдержал своё слово, но скоро они встретятся на небесах и уже навсегда будут вместе.